# Lindy Booth
Lindy Booth (Oakville, Ontário, 2 de abril de 1979) é uma atriz canadense. Ficou conhecida por interpretar Riley Grant (e a agente Hawk em uma história dentro de uma história, Silverstone) na série do Disney Channel, The Famous Jett Jackson, Claudia em Relic Hunter (1999–2002) e A. J. Butterfield na série The Philanthropist (2009). Também interpretou Cassandra Cillian em The Librarians (2014–2018), da TNT.

## Biografia
Booth nasceu em Oakville, Ontário, em 2 de abril de 1979.

## Carreira

### Cinema
Em 2001, Booth estrelou o drama canadense Century Hotel, e em 2002 ela co-estrelou o filme de comédia canadense Rub & Tug. Estrelou como Dodger Allen no filme Cry Wolf (2005), também apareceu no remake de Dawn of the Dead (2004) como Nicole, e teve um papel em Wrong Turn (2003) com Eliza Dushku. Em 2008, Booth estrelou o filme de suspense Behind the Wall (2008) (originalmente intitulado The Wall).
Teve um papel de coadjuvante no filme Kick-Ass 2 (2013), interpretando Miranda Swedlow / Night Bitch. Em 2019, estrelou a comédia dramática The Creatress, interpretando Eryn Bellow.

### Televisão
Booth estrelou em várias séries de televisão no início de sua carreira. Ela interpretou contemporaneamente Riley Grant (e agente Hawk em história dentro de uma história, Silverstone) na série do Disney Channel, The Famous Jett Jackson e também no filme de televisão Jett Jackson: The Movie, e Claudia na série de televisão Relic Hunter (1999–2001). Ela interpretou Lana Turner na minissérie Life with Judy Garland: Me and My Shadows (2001).
Seus outros trabalhos na televisão incluem participações especiais como personagens diferentes em dois episódios de 2002 da série da A&E Network, A Nero Wolfe Mystery ("Antes de morrer" e "Poison à la Carte"), e um papel recorrente na segunda temporada da série The 4400 (2004–2007), da USA Network. Ela teve participações nas séries CSI: NY e Ghost Whisperer. Ela interpretou Stephanie Goodison no segundo episódio da série Warehouse 13.
Originalmente escalada para um papel recorrente, Booth mais tarde foi promovida a um papel principal no drama October Road (2007–08), na segunda temporada do programa. Em 2009, interpretou A.J. Butterfield na série de curta duração The Philanthropist.
Em 2013, Booth teve um curto papel recorrente no drama Copper, da BBC America. Em 2014, foi escalada em um papel de protagonista na série de televisão The Librarians (2014–2018), que foi ao ar na TNT. Em 2019, teve uma participação em um episódio da série Stumptown (2019–2020). Em 2020, apareceu na série Grey's Anatomy (2005–presente). Em 2021, começou a aparecer na oitava temporada de The Flash, interpretando Vanya Davis. Em 2022, teve uma participação em Star Trek: Strange New Worlds (2022–presente), interpretando Alora.

## Filmografia

### Cinema
| Ano  | Título                     | Personagem                    | Notas                        |
| ---- | -------------------------- | ----------------------------- | ---------------------------- |
| 1999 | Teenage Space Vampires     | Katie                         |                              |
| 1999 | Detroit Rock City          | Garota                        |                              |
| 2001 | Century Hotel              | Sylvia / Supergirl            |                              |
| 2002 | Winter Sun                 | Zoe                           | curta                        |
| 2002 | The Skulls II              | Kelly                         | filme direto para home video |
| 2002 | American Psycho 2          | Cassandra Blaire              | filme direto para home video |
| 2002 | Fairytales and Pornography | Laura                         |                              |
| 2002 | Rub & Tug                  | Lea                           |                              |
| 2002 | Bollywood/Hollywood        | desconhecido                  | não-creditada                |
| 2003 | Wrong Turn                 | Francine Childes              |                              |
| 2003 | Hollywood North            | Molly                         |                              |
| 2003 | Public Domain              | Monica                        |                              |
| 2004 | Dawn of the Dead           | Nicole                        |                              |
| 2005 | Lucid                      | Sophie                        |                              |
| 2005 | Cry Wolf                   | Dodger Allen / The Wolf       |                              |
| 2007 | Nobel Son                  | Beth Chapman                  |                              |
| 2008 | What Just Happened         | Hostess                       |                              |
| 2008 | Dark Honeymoon             | Kathryn                       | filme direto para home video |
| 2008 | Behind the Wall            | Katelyn Parks                 |                              |
| 2013 | Kick-Ass 2                 | Miranda Swedlow / Night Bitch |                              |
| 2019 | The Creatress              | Eryn Bellow                   |                              |

### Televisão
| Ano       | Título                                    | Personagem                   | Notas                                                                                             |
| --------- | ----------------------------------------- | ---------------------------- | ------------------------------------------------------------------------------------------------- |
| 1998      | Mr. Music                                 | Amy White                    | Telefilme                                                                                         |
| 1998      | Eerie, Indiana: The Other Dimension       | Carrie Taylor                | Principal                                                                                         |
| 1999      | Psi Factor: Chronicles of the Paranormal  | Gloria                       | Episódio: "School of Thought"                                                                     |
| 1999      | Strange Justice                           | Margaret                     | Telefilme (Showtime)                                                                              |
| 1999–2001 | Relic Hunter                              | Claudia                      | Principal (temporadas 1–2), 44 episódios                                                          |
| 1999–2001 | The Famous Jett Jackson                   | Riley Grant / Agent Hawk     | Papel recorrente, 12 episódios                                                                    |
| 2000      | Traders                                   | Elizabeth Watson             | Episódio: "Money Shot"                                                                            |
| 2000      | Twice in a Lifetime                       | Caitlin Taylor (com 17 anos) | Episódio: "Pride and Prejudice"                                                                   |
| 2000      | Earth: Final Conflict                     | Gina Richardson              | Episódio: "The Fields"                                                                            |
| 2000      | Big Wolf on Campus                        | Charlotte                    | Episódio: "Pleased to Eat You"                                                                    |
| 2001      | Jett Jackson: The Movie                   | Riley Grant / Agent Hawk     | Telefilme Original do Disney Channel                                                              |
| 2001      | Life with Judy Garland: Me and My Shadows | Lana Turner                  | Minissérie (ABC)                                                                                  |
| 2002      | Her Best Friend's Husband                 | Kelly Roberts                | Telefilme (Lifetime)                                                                              |
| 2002      | A Nero Wolfe Mystery                      | Peggy Choate / Beulah Page   | Episódio: "Poison à la Carte", "Before I Die"                                                     |
| 2002      | Mutant X                                  | Diana Moller                 | Episódio: "Time Squared"                                                                          |
| 2002      | Strange Days at Blake Holsey High         | Amanda Durst                 | Episódio: "Fate"                                                                                  |
| 2002      | A Christmas Visitor                       | Liz                          | Telefilme (Hallmark)                                                                              |
| 2002–2003 | Odyssey 5                                 | Holly Culverson              | Papel recorrente, 7 episódios                                                                     |
| 2003      | Veritas: The Quest                        | Fiona Keiran                 | Episódio: "Avalon"                                                                                |
| 2003      | The Twilight Zone                         | Shannon                      | Episódio: "The Pharaoh's Curse"                                                                   |
| 2003      | Platinum                                  | Penny                        | Episódio: "Peace"                                                                                 |
| 2003      | Starhunter                                | Serena DeLuna                | Episódio: "Torment"                                                                               |
| 2004      | Cooking Lessons                           | Chloe                        | Piloto de televisão não vendido                                                                   |
| 2005      | The 4400                                  | Liv                          | 3 episódios                                                                                       |
| 2005      | Category 7: The End of the World          | Brigid                       | Telefilme (CBS)                                                                                   |
| 2005      | Christmas in Boston                       | Ellen                        | Telefilme (ABC Family)                                                                            |
| 2006      | CSI: NY                                   | Tess Larson                  | Episódio: "Open and Shut"                                                                         |
| 2006      | Ghost Whisperer                           | Lanie                        | Episódio: "A Vicious Cycle"                                                                       |
| 2007–2008 | October Road                              | Emily, The Pizza Girl        | Principal                                                                                         |
| 2008      | Cold Case                                 | Gloria Flagstone             | Episódio: "Wings"                                                                                 |
| 2009      | Warehouse 13                              | Stephanie Goodison           | Episódio: "Resonance"                                                                             |
| 2009      | The Philanthropist                        | A.J. Butterfield             | Principal                                                                                         |
| 2009      | NCIS                                      | Amanda Barrow                | Episódio: "Endgame"                                                                               |
| 2011      | Brain Trust                               | Professor Monica Ashton      | Piloto de televisão não vendido                                                                   |
| 2011      | Republic of Doyle                         | Rebecca Jones                | Episódio: "Live and Let Doyle"                                                                    |
| 2011      | Christmas Magic                           | Carrie Blackford             | Telefilme (Hallmark)                                                                              |
| 2012      | Fairly Legal                              | Rachel                       | Episódio: "Finale"                                                                                |
| 2013      | The Twelve Trees of Christmas             | Cheri Jamison                | Telefilme (Lifetime)                                                                              |
| 2013      | Supernatural                              | Bonnie Fuschau / Vesta       | Episódio: "Rock and a Hard Place"                                                                 |
| 2013      | Copper                                    | Teresa Trembley              | 3 episódios                                                                                       |
| 2014–2018 | The Librarians                            | Cassandra Cillian            | Principal Indicada – Golden Maple Award de Melhor Atriz em Série de TV transmitida nos EUA (2016) |
| 2016      | The Sound of Christmas                    | Lizzy                        | Telefilme (Hallmark Movies & Mysteries)                                                           |
| 2017      | Rocky Mountain Christmas                  | Sarah                        | Telefilme (Hallmark Movies & Mysteries)                                                           |
| 2018      | Under the Autumn Moon                     | Alex                         | Telefilme (Hallmark)                                                                              |
| 2019      | SnowComing                                | Samantha                     | Telefilme (Hallmark)                                                                              |
| 2019      | Stumptown                                 | Penny Landsdale Harris       | Episódio: "Dex Education"                                                                         |
| 2020      | Swept Up By Christmas                     | Gwen                         | Telefilme (Hallmark)                                                                              |
| 2020      | Grey's Anatomy                            | Hadley                       | 3 episódios                                                                                       |
| 2021      | The Flash                                 | Vanya Davis                  | 8ª Temporada; Episódios: "Armageddon, Part 1" e "Keep It Dark"                                    |
| 2022      | Star Trek: Strange New Worlds             | Alora                        | Episódio: "Lift Us Where Suffering Cannot Reach"                                                  |